# タトラT6
タトラT6は、かつてチェコスロバキア（現：チェコ）のプラハに存在したČKDタトラが製造した路面電車車両（タトラカー）。1970年代に展開されたタトラT5を基に改良を実施した、電機子チョッパ制御装置を用いる形式である。導入都市や車体設計、台車間距離の違いによって以下の4種類が設計され、従来のタトラカー（タトラT3、タトラT4、タトラKT4）の後継車両として各都市に導入が行われた。
- T6B5 - ソビエト連邦、ブルガリア、北朝鮮向け。車体幅2,500 mm、台車間距離7,500 mm。
- T6A2 - 東ドイツ、ブルガリア、ハンガリー向け。車体幅2,200 mm、台車間距離6,700 mm。
- T6A5 - チェコ、スロバキア向け。車体幅2,500 mm、台車間距離6,700 mm。
- T6C5 - 両運転台車両。車体幅2,500 mm、台車間距離6,700 mm。

## T6B5

### 概要
主にソビエト連邦（ソ連）の路面電車路線向けに設計された車種で、同国および崩壊後の諸国ではT-3M（Т-3М）とも呼ばれる。サイリスタチョッパ制御方式を用いた制御装置を含めた主要機器や片運転台の車体構造はT6A2やT6A5と同型だが、車幅が2.5 mと広く、全長も16.4 mと大型である。

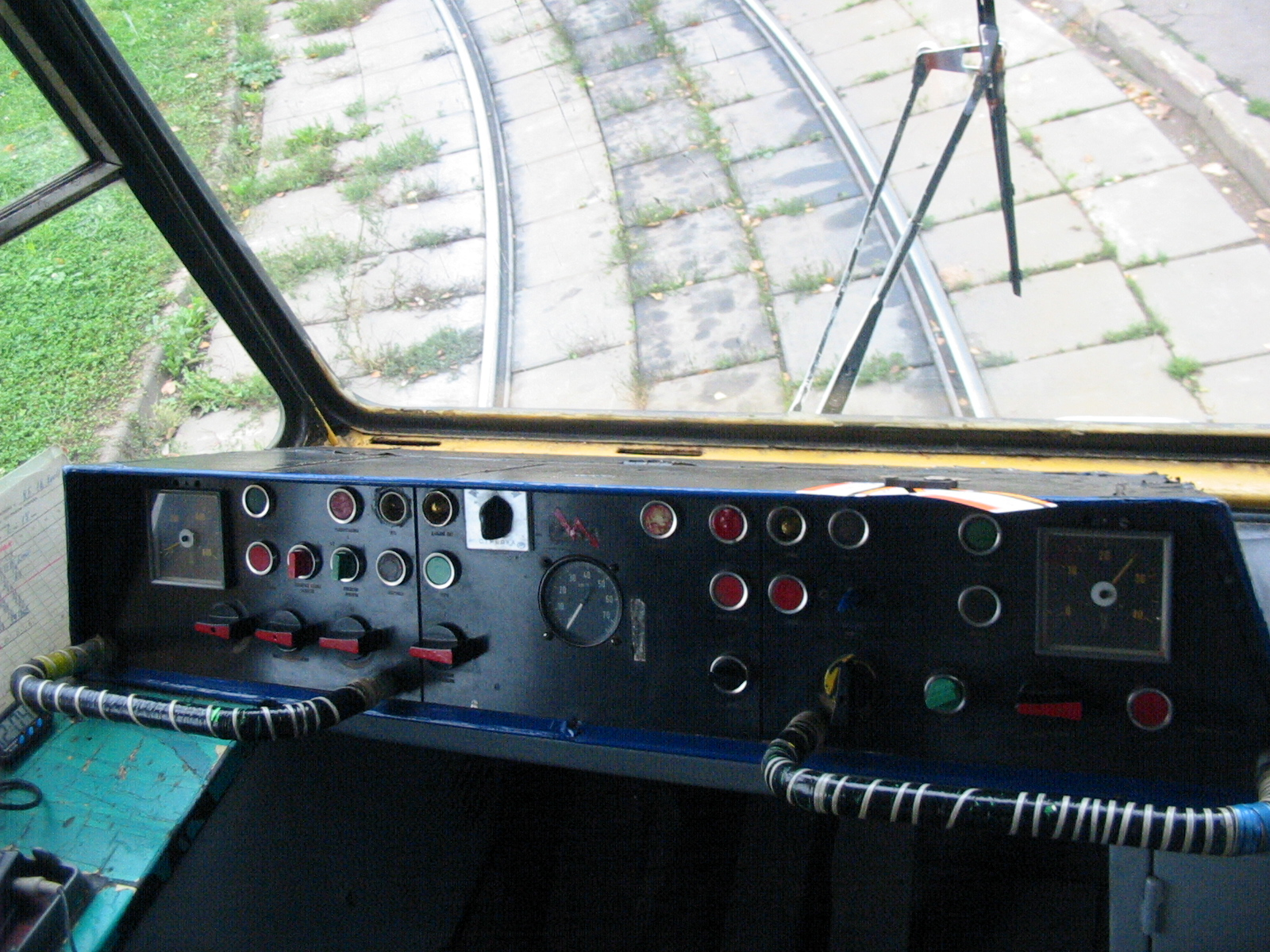
運転台（モスクワ）
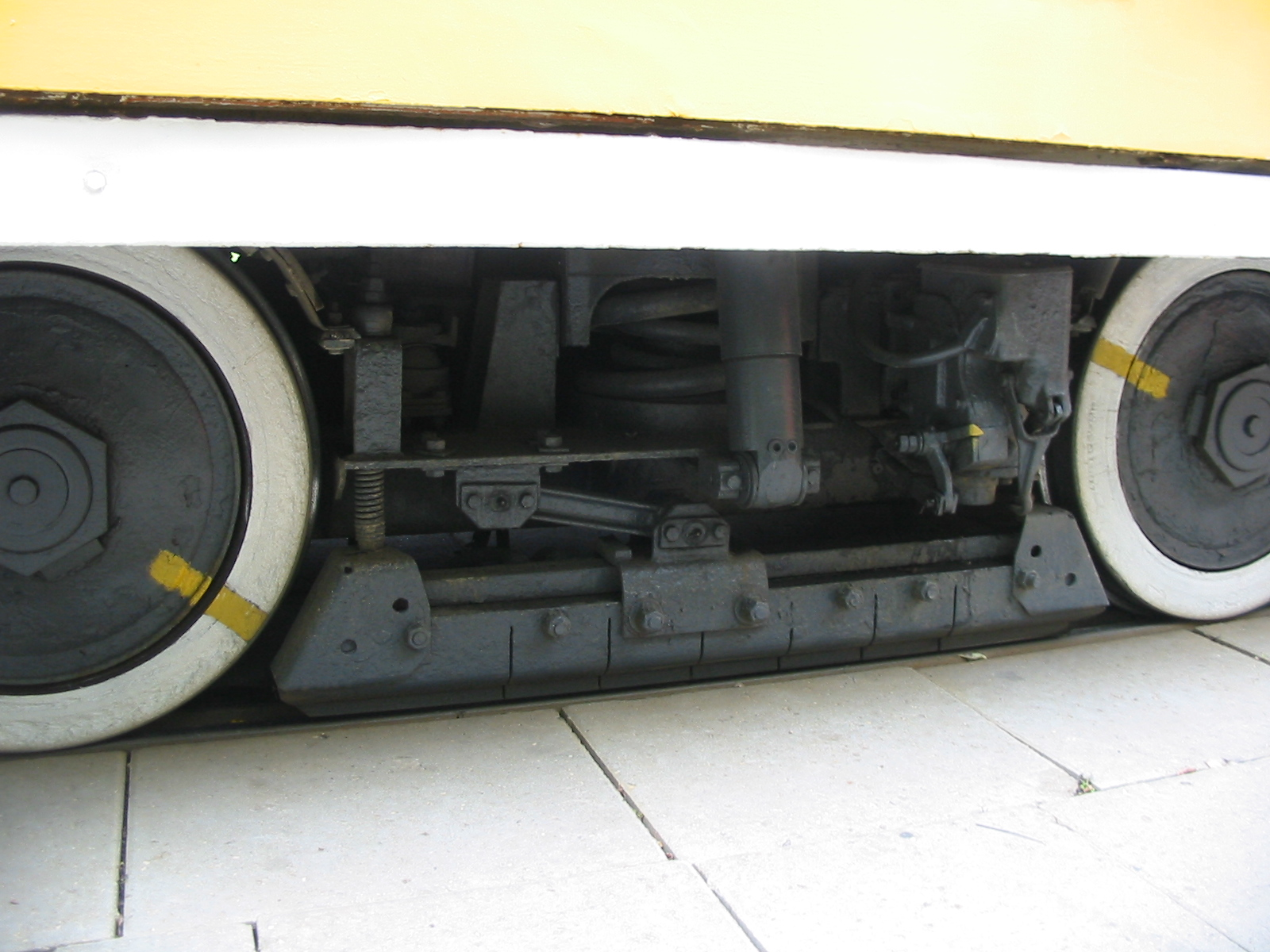
台車（モスクワ）
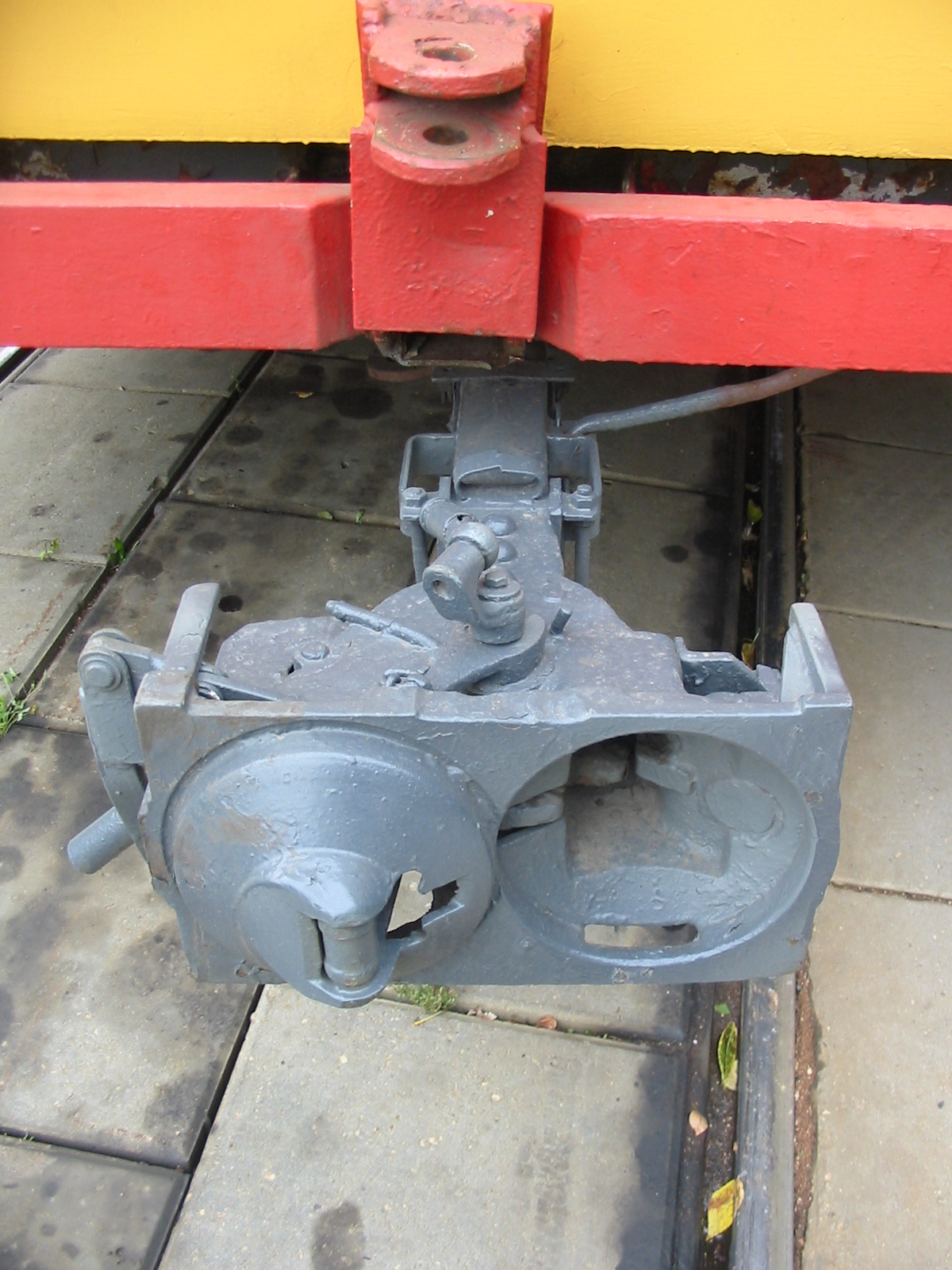
連結器（モスクワ）

### 形式
- T6B5SU（T-3M） - 1983年に試作車が製造され、モスクワ市電での試運転を経て1985年から1996年の間にソビエト連邦およびソ連崩壊後の各国へ向けて1,014両が導入された。ソビエト連邦の崩壊後もČKDタトラとのライセンス契約を結んだタトラ＝ユークによって同型車両の製造が行われ、1994年から2003年までにドニプロ、キエフ、ムィコラーイウ、オデッサ、ザポリージャのウクライナ各都市へ向けて計39両を生産した他、ČKDタトラ倒産後の2003年にもチェコ・オストラヴァのイネコン・トラムで製造された10両がロシア連邦・イジェフスクに導入されている[1][6][9]。
- T6B5B - ブルガリアの首都・ソフィアの路面電車であるソフィア市電向けに製造された形式。1989年から1991年まで37両が製造された[1]。
- T6B5K - 朝鮮民主主義人民共和国（北朝鮮）の首都・平壌の路面電車である平壌市電の開通に合わせて1991年に製造された形式。129両が作られた[1][10]。

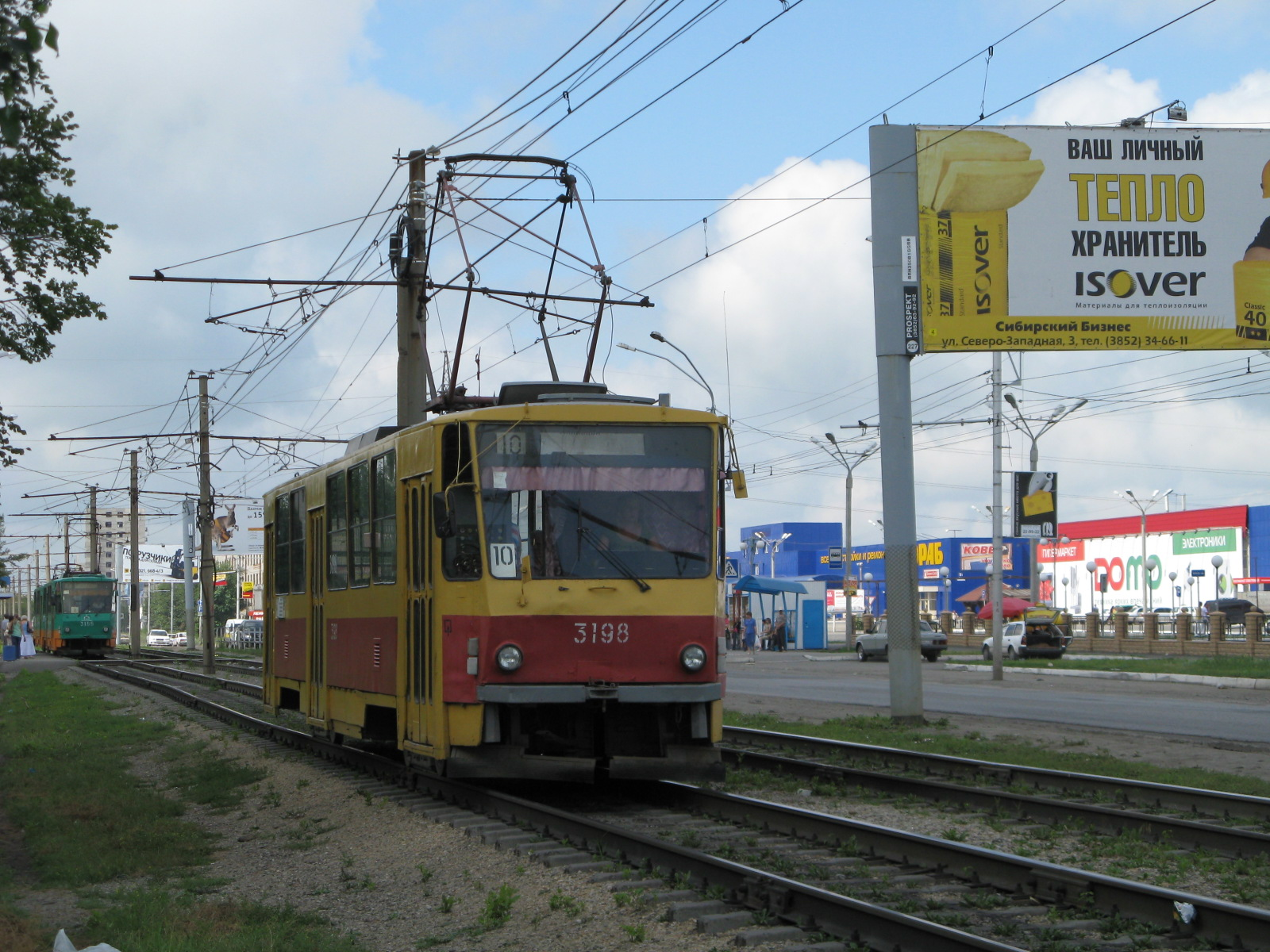
T6B5SU（バルナウル）
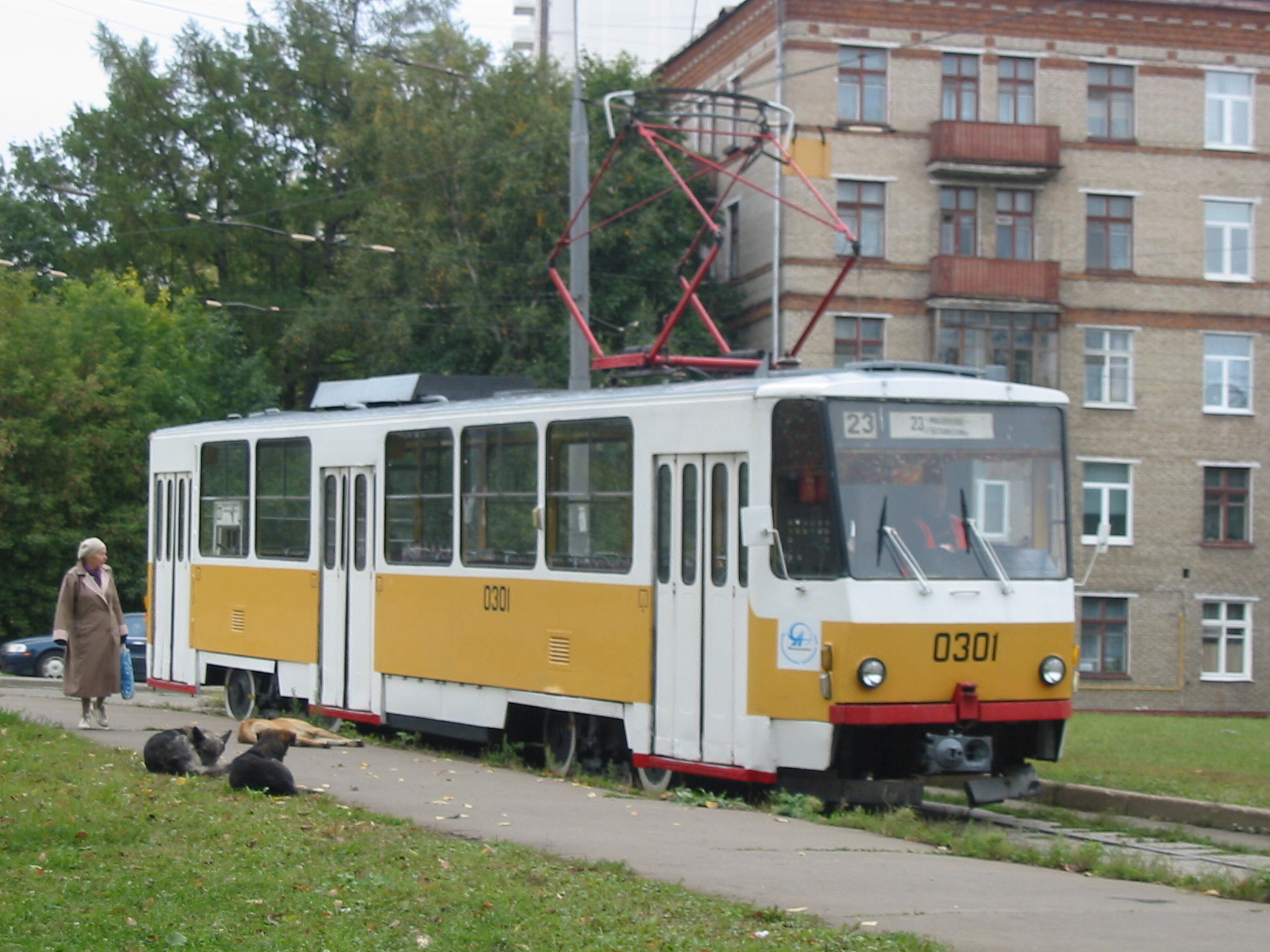
T6B5SU（モスクワ）
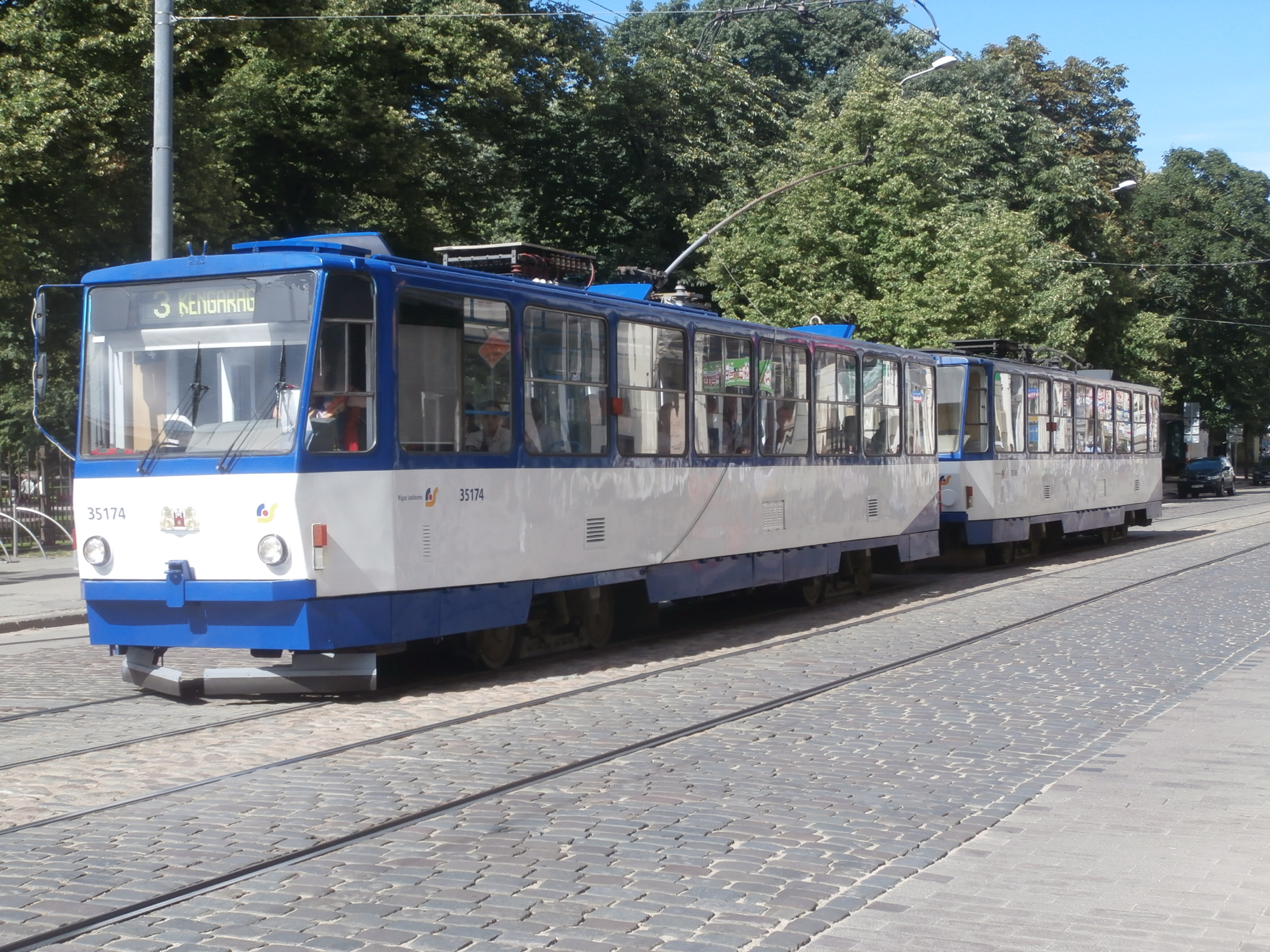
T6B5SU（リガ）
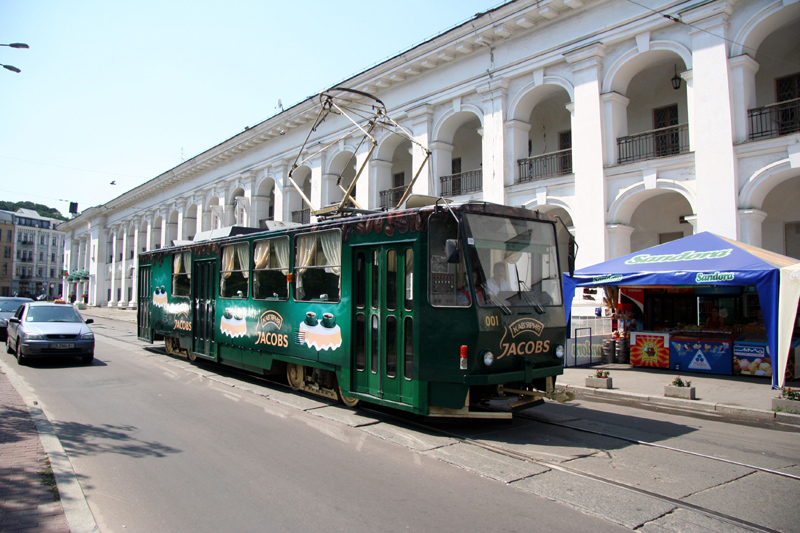
T-3M（タトラ＝ユーク製、キエフ）
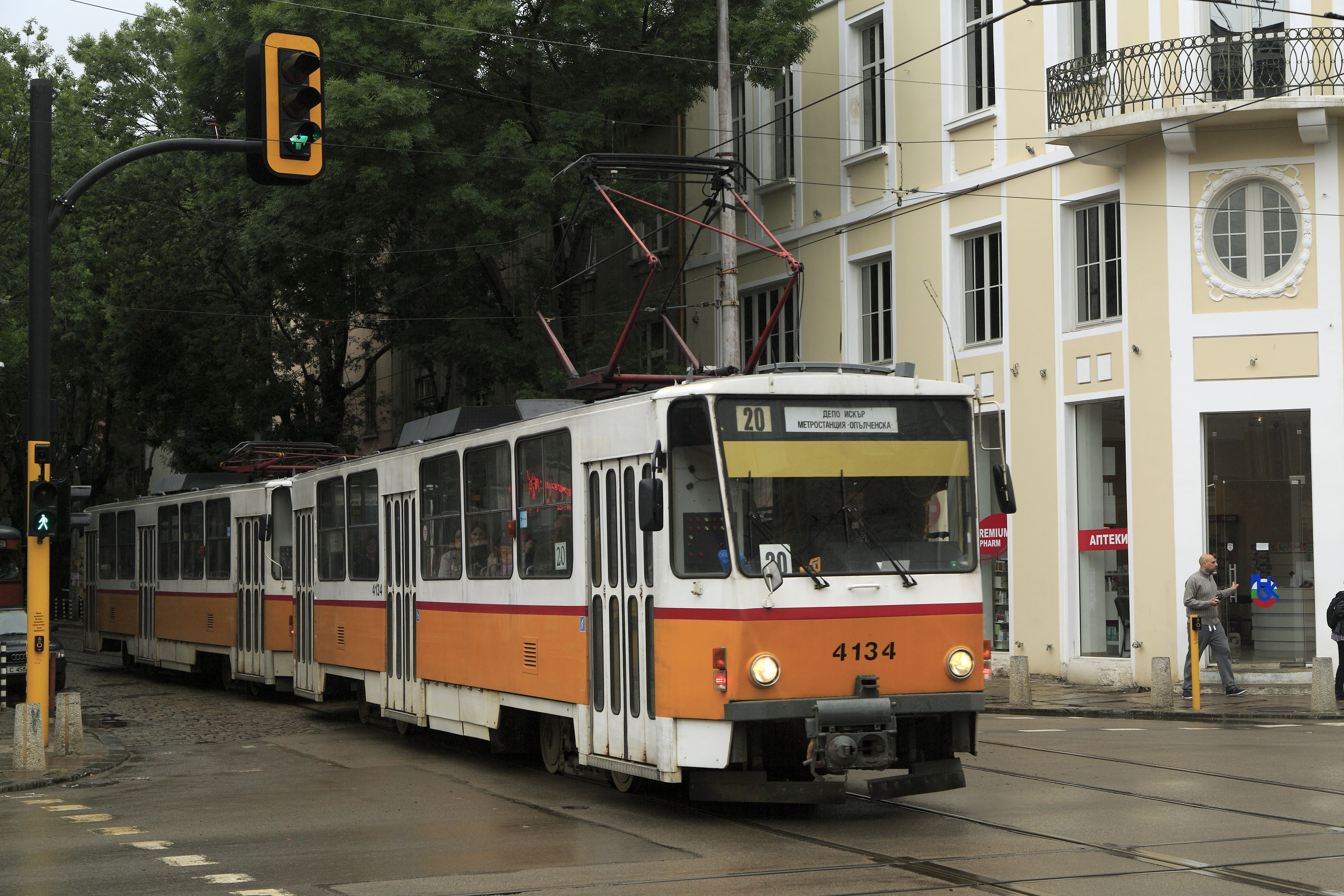
T6B5B（ソフィア）
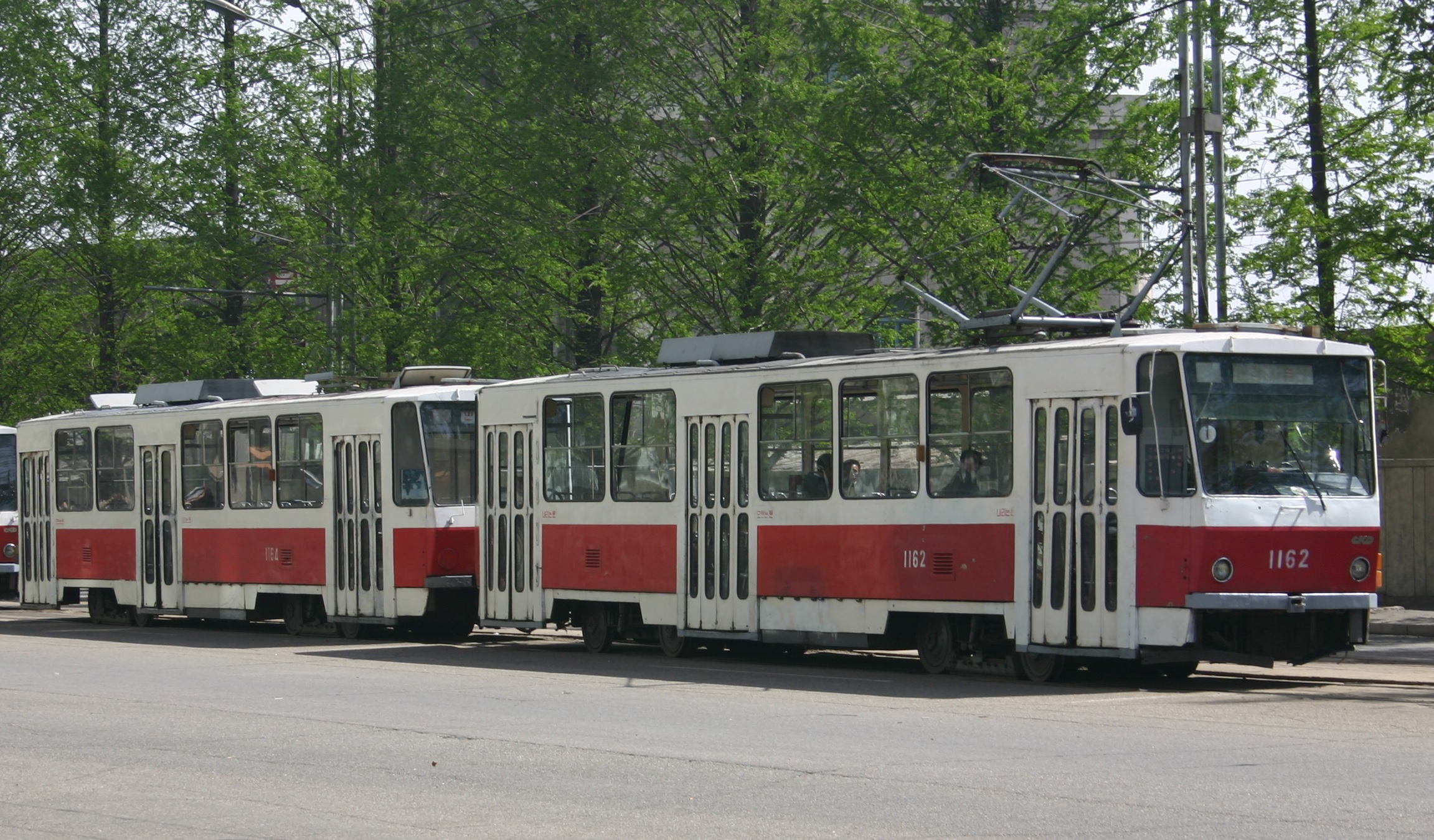
T6B5K（平壌）

## T6A2

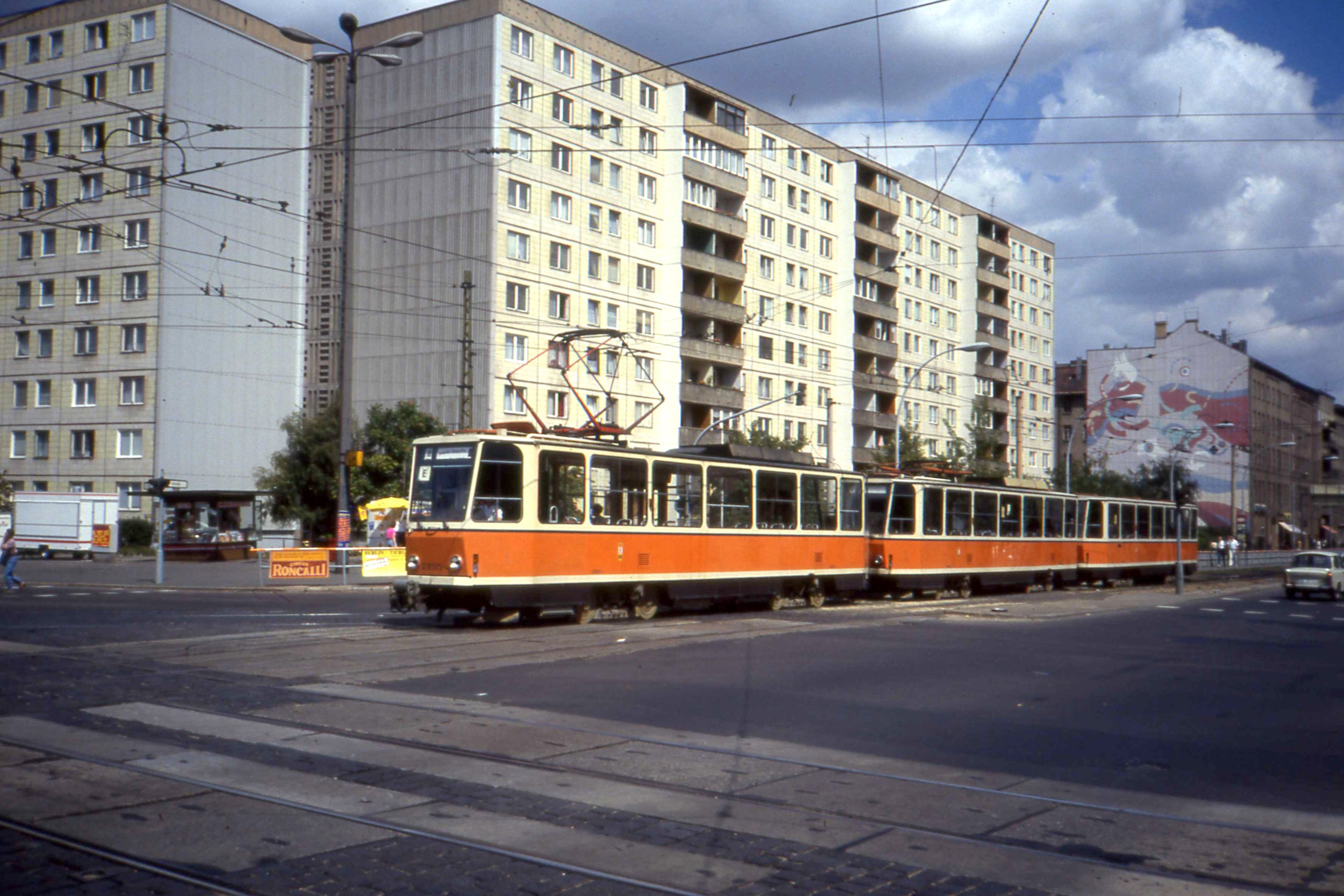
T6A2 + T6A2 + B6A2
（ベルリン市電、1990年撮影）

主に東ドイツの路面電車路線向けに設計された車種。他国よりも狭い車両限界に合わせて車幅が2,180 mmに抑えられたのが特徴である。電動車のT6A2に加えて、東ドイツには付随車であるB6A2も導入された。

## T6A5

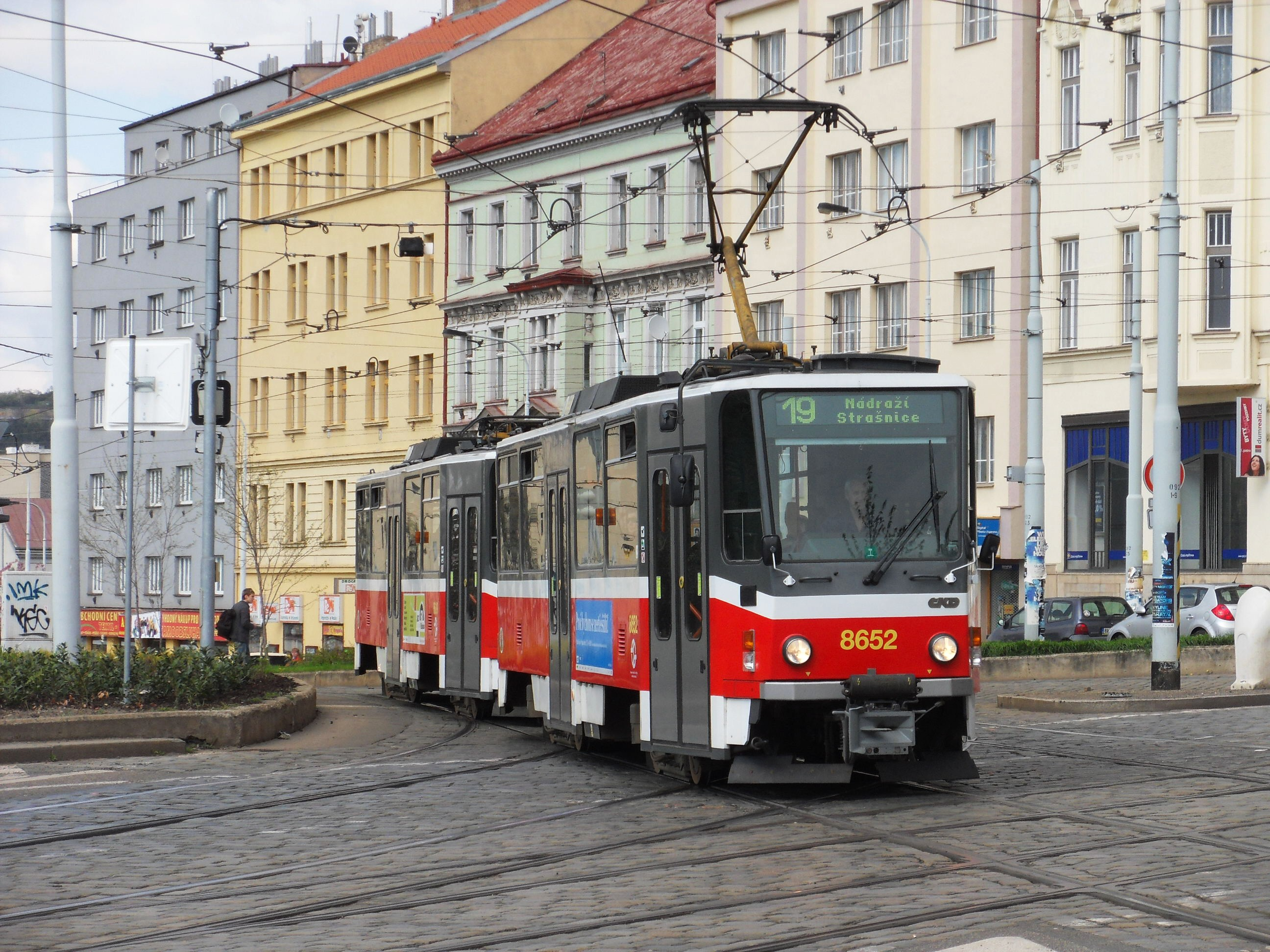
T6A5（プラハ市電）

T6B5を基に、チェコやスロバキアの路面電車へ向けて製造された車種。導入都市の線路条件に合わせて車幅は2,500 mmとなっている。新造車のT6A5に加え、タトラT3の台車や一部機器を流用したT6A5.3の試作も行われた。

## T6C5

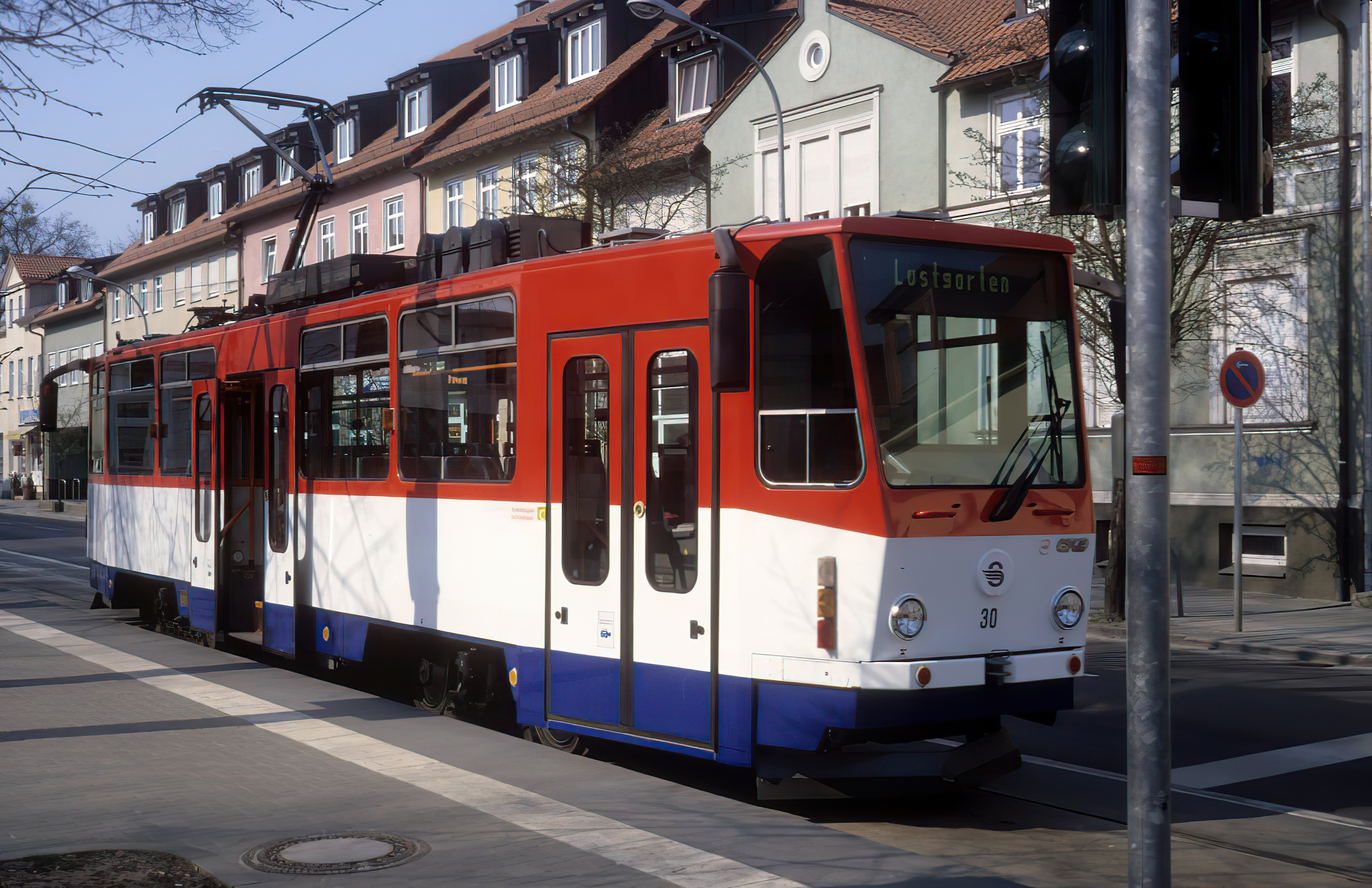
T6C5（シュトラウスベルク鉄道）

T6A5を基に、終端にループ線が存在しない路線でも走行可能な両運転台車両として設計された車種。試作車1両のみが製造され、当初はアメリカ・ニューオーリンズで試運転も兼ねた営業運転に用いられたが、2020年現在はドイツのシュトラウスベルク鉄道に在籍する。